# Конштансия (район)
Конштансия (порт. Constância) — район (фрегезия) в Португалии, входит в округ Сантарен. Является составной частью муниципалитета Конштансия. По старому административному делению входил в провинцию Рибатежу. Входит в экономико-статистический субрегион Медиу-Тежу, который входит в Центральный регион. Население составляет 880 человек на 2001 год. Занимает площадь 8,76 км².